# True Love's Kiss
"True Love's Kiss" es una canción de la película de Disney de 2007 Enchanted, escrita y compuesta por Stephen Schwartz y Alan Menken, e interpretada por Amy Adams y James Marsden.

## Producción
True Love's Kiss fue escrita como parodia y homenaje, a la vez, de las canciones "Yo quiero" características de las películas de princesas de Disney de la década de 1930 y 1950. Menken la consideró "un trabajo central...porque hubo tantas preconcepciones con ese número". Fue un reto convertirla en una parodia satisfactoria de las canciones de las películas de princesas, y fue difícil crear una pieza musical que satisficiera a Lima, Schwartz, y a él mismo. Al crear esta "referencia a la era Walt", los compositores pensaron sobre cómo las primeras películas de princesas eran "musicalizadas"; Schwartz "trató de canalizar la sensibilidad clásica de Walt Disney y entonces, sólo empujarla un poquito más en términos de elección de palabras o de ciertas letras". Los compositores y el director (Kevin Lima) originalmente debatieron sobre cómo crear el sonido "clásico de Walt" requerido para dar la sensación de música de la era de Cenicienta: cada persona tenía una visión diferente, y no se podían decidir por el género de la canción. Finalmente, Lima fue rápidamente al estudio de Menken en New York donde trabajaron en la canción hasta que la pieza final de la canción fue escogida.
La secuencia animada de ocho minutos muestra a la inocente Giselle cantar sobre su deseo de tener un beso de amor verdadero; una petición respondida por el Príncipe Edward". La música de la canción es "una reminiscencia de I'm Wishing/One Song y Someday My Prince Will Come." La intención de la canción es la de ser una parodia del tópico de las tres princesas Disney más viejas: Blancanieves, Cenicienta y Aurora, donde los dos protagonistas se conocen, cantan una canción, y contraen matrimonio al día siguiente.
Al final de la canción Ever Ever After (cantada durante los créditos finales por Carrie Underwood), una línea de la canción es repetida.

## Contexto
La canción toma lugar durante la porción animada en los primeros minutos de la película, donde Giselle y Edward cantan separadamente acerca de su amor, se encuentran después de haber sido Giselle atacada por un troll, y luego cantan juntos sobre su amor.
El punto de la canción es mostrar que para ambos personajes "la meta del beso de amor verdadero [es] algo más importante que estar con la persona que realmente aman."

## Recepción
The Telegraph la consideró "una parodia pura – un énfasis astuto a las convenciones anticuadas de Disney", y añadió que el número nostálgico "pertenece a una opereta del siglo XIX". Catholic News la llamó "un dueto intencionalmente cursi", mientras que SplashMagazine pensó que la canción podría obtener una nominación a la Mejor Canción Original en los Óscares. A FilmTracks le gustó la interpretación de Amy Adam, pero no la falta de memoriabilidad de la canción. MovieMusicUK describió la "cancioneta de apertura" como un "gran asunto prototípico de Disney", y JewishJournal la consideró "una entrada dulce".